# Честнат Риџ (Њујорк)
Честнат Риџ (енгл. Chestnut Ridge) град је у америчкој савезној држави Њујорк.

## Демографија
По попису из 2010. године број становника је 7.916, што је 87 (1,1%) становника више него 2000. године.
| Група             | 2000.         | 2010.         |
| Белци             | 5.435 (69,4%) | 4.922 (62,2%) |
| Афроамериканци    | 1.086 (13,9%) | 1.387 (17,5%) |
| Азијати           | 528 (6,7%)    | 644 (8,1%)    |
| Хиспаноамериканци | 633 (8,1%)    | 875 (11,1%)   |
| Укупно            | 7.829         | 7.916         |